# 郡山警察署 (福島県)
郡山警察署（こおりやまけいさつしょ）は、福島県警察が管轄する警察署の一つである。
県内有数の大規模警察署であり署長は警視正。

## 所在地
- 福島県郡山市字城清水23番地

## 管轄区域
- 郡山市東部及び南部

## 沿革
- 1879年 - 安積警察署として開署
- 1902年 - 郡山警察署に改称
- 1972年 - 現在地新築移転
- 2001年4月1日 - 郡山市北部及び西部を新設の郡山北警察署に移管
- 2004年11月 - 分庁舎が建設
- 2006年8月 - 庁舎の最新設備化完成

## 交番
- 駅前交番 - 郡山市駅前2丁目4番1号
- 大槻交番 - 郡山市大槻町字西宮西96番地の2
- 開成山交番 - 郡山市開成3丁目4番5号
- 久留米交番 - 郡山市久留米3丁目50番地
- 笹川交番 - 郡山市笹川2丁目222番1号
- 長者交番 - 郡山市長者3丁目1番3号
- 芳賀交番 - 郡山市芳賀3丁目6番1号
- 麓山交番 - 郡山市麓山1丁目1番3号
- 古館交番 - 郡山市堤下町13番12号

## 駐在所
- 東部駐在所 - 郡山市緑ケ丘東3丁目2-5
- 田村駐在所 - 郡山市田村町大善寺字上石切場22番地
- 二瀬駐在所 - 郡山市田村町田母神字宮ノ前22
- 三穂田駐在所 - 郡山市三穂田町富岡字本郷14
- 柳橋駐在所 - 郡山市中田町柳橋字町218-3

## 主な事件など
- 安達郡熱海町の一家六人強殺事件 - 1947年（昭和22年）12月1日、安達郡熱海町大字玉川字内倉の民家で、同民家の住人である元警察官の男性（当時48歳）ら一家6人が殺害されているのが発見された事件[1]。11月29日から30日にかけて発生したと見られる。強盗殺人事件として捜査が行われたが、未解決のまま1962年（昭和37年）に公訴時効が成立した。